# The Parson's Fight
The Parson’s Fight es una película muda británica de 1922, dirigida por Challis Sanderson y protagonizada por Clive Brook.

## Otros créditos
- Color: Blanco y negro
- Sonido: Muda

- Datos: Q5645582